# La Brousse
La Brousse és un municipi francès situat al departament del Charente Marítim i a la regió de la Nova Aquitània. L'any 2007 tenia 502 habitants.

## Demografia

### Població
El 2007 la població de fet de La Brousse era de 502 persones. Hi havia 217 famílies de les quals 56 eren unipersonals (28 homes vivint sols i 28 dones vivint soles), 85 parelles sense fills, 44 parelles amb fills i 32 famílies monoparentals amb fills.
La població ha evolucionat segons el següent gràfic:
Habitants censats

### Habitatges
El 2007 hi havia 286 habitatges, 222 eren l'habitatge principal de la família, 22 eren segones residències i 42 estaven desocupats. 283 eren cases i 2 eren apartaments. Dels 222 habitatges principals, 165 estaven ocupats pels seus propietaris, 50 estaven llogats i ocupats pels llogaters i 6 estaven cedits a títol gratuït; 1 tenia una cambra, 5 en tenien dues, 36 en tenien tres, 57 en tenien quatre i 122 en tenien cinc o més. 139 habitatges disposaven pel capbaix d'una plaça de pàrquing. A 106 habitatges hi havia un automòbil i a 91 n'hi havia dos o més.

### Piràmide de població
La piràmide de població per edats i sexe el 2009 era:
| Homes | Edats   | Dones |
| ----- | ------- | ----- |
| 0     | 95 o +  | 4     |
| 0     | 90 a 94 | 8     |
| 0     | 85 a 89 | 8     |
| 8     | 80 a 84 | 12    |
| 12    | 75 a 79 | 12    |
| 24    | 70 a 74 | 20    |
| 24    | 65 a 69 | 20    |
| 16    | 60 a 64 | 20    |
| 12    | 55 a 59 | 4     |
| 8     | 50 a 54 | 20    |
| 16    | 45 a 49 | 12    |
| 12    | 40 a 44 | 8     |
| 20    | 35 a 39 | 12    |
| 20    | 30 a 34 | 16    |
| 8     | 25 a 29 | 16    |
| 0     | 20 a 24 | 4     |
| 16    | 15 a 19 | 8     |
| 4     | 10 a 14 | 20    |
| 0     | 5 a 9   | 16    |
| 20    | 0 a 4   | 20    |

## Economia
El 2007 la població en edat de treballar era de 296 persones, 210 eren actives i 86 eren inactives. De les 210 persones actives 186 estaven ocupades (102 homes i 84 dones) i 24 estaven aturades (5 homes i 19 dones). De les 86 persones inactives 40 estaven jubilades, 18 estaven estudiant i 28 estaven classificades com a «altres inactius».

### Ingressos
El 2009 a La Brousse hi havia 220 unitats fiscals que integraven 518,5 persones, la mediana anual d'ingressos fiscals per persona era de 14.544 €.

### Activitats econòmiques
Dels 15 establiments que hi havia el 2007, 1 era d'una empresa extractiva, 1 d'una empresa de fabricació d'altres productes industrials, 4 d'empreses de construcció, 4 d'empreses de comerç i reparació d'automòbils, 2 d'empreses de transport, 1 d'una empresa d'hostatgeria i restauració, 1 d'una empresa immobiliària i 1 d'una empresa classificada com a «altres activitats de serveis».
Dels 5 establiments de servei als particulars que hi havia el 2009, 1 era un taller de reparació d'automòbils i de material agrícola, 2 paletes, 1 fusteria i 1 empresa de construcció.
L'any 2000 a La Brousse hi havia 40 explotacions agrícoles que ocupaven un total de 1.625 hectàrees.

## Equipaments sanitaris i escolars
El 2009 hi havia una escola elemental integrada dins d'un grup escolar amb les comunes properes formant una escola dispersa.

## Poblacions més properes
El següent diagrama mostra les poblacions més properes.